# بيتر رودي والاس
بيتر رودي والاس (بالإنجليزية: Peter Rudy Wallace)‏ هو سياسي أمريكي، ولد في 13 أبريل 1954. حزبياً، نشط في الحزب الديمقراطي.